# میکی کرول
میکی کرول (انگلیسی: Mickey Carroll؛ ۸ ژوئیهٔ ۱۹۱۹ – ۷ مهٔ ۲۰۰۹) یک هنرپیشه اهل ایالات متحده آمریکا بود.